# Aramides albiventris
La chilacoa colinegra (Aramides albiventris) es una especie de ave gruiforme de la familia Rallidae endémica de América Central. Su área de distribución se extiende desde el sur de México hasta el noreste y suroeste de Costa Rica. Habita ambientes palustres rodeados de profusa vegetación.

## Taxonomía
Este taxón fue descrito como una buena especie en el año 1868 por George Newbold Lawrence.
Los ejemplares sintipos son el AMNH 45656, con localidad de colecta: “Honduras Británica” (=Belice) y el AMNH 45657, con etiqueta de lugar de colecta en “Guatemala”. 
Desde el año 1934 fue tratada como formando parte de la especie Aramides cajanea, la cual habita más al sur, de la que se puede distinguir por su pecho más pálido, su vientre negro y la presencia de una banda blanca en la parte inferior del pecho.
Este tratamiento fue seguido por todos los autores desde entonces. Finalmente, en el año 2015 fue rehabilitada como especie filogenética plena.

### Subespecies
Esta especie fue segmentada en 5 subespecies:
- Aramides albiventris albiventris Lawrence, 1868. Habita desde Yucatán (sureste de México) a Belice y el norte de Guatemala.
- Aramides albiventris mexicanus Bangs, 1907.[6] Habita en el sur de México.
- Aramides albiventris pacificus Miller, A. H. & Griscom, 1921.[7] Habita en la vertiente del Caribe de Honduras y Nicaragua.[8]
- Aramides albiventris plumbeicollis Zeledon, 1888.[9] Habita en el nordeste de Costa Rica.
- Aramides albiventris vanrossemi Dickey, 1929.[10] Habita desde Oaxaca (sur de México) hasta el sur de Guatemala y El Salvador.

Sin embargo, gran parte de la amplia variación de su plumaje no está geográficamente estructurada, de manera que los especímenes de una misma localidad, frecuentemente presentan más variabilidad entre sí de la que poseen con los ejemplares de una localidad distante. Algo similar ocurre con la variación morfométrica, la que si bien contribuye a caracterizarlos, no es diagnóstica, ya que existe una considerable superposición en las mediciones. Por todo ello, las diferencias no pueden ser reflejadas taxonómicamente.

### Características
Aramides albiventris se diferencia de Aramides cajanea especialmente por la vocalización básica, compuesta por una frase de al menos 9 notas, mientras que en A. cajanea consiste en una frase bisilábica.
En cuanto al plumaje, se distingue por presentar en la mayoría de los ejemplares la nuca de color marrón castaño muy oscuro (en A. cajanea no es tan intensa y es más pardo-grisácea). También por presentar plumas blancas o pálidas en la parte baja del pecho (ausentes en A. cajanea). Morfométricamente, también hay una clara diferenciación en las longitudes del pico y del tarso.